# Аща
Аща (тиндин. Ащари) — село в Цумадинском районе Дагестана. Входит в состав сельского поселения Тиндинский сельсовет.

## География
Село находится на реке Ангидарилих, в 9 км к востоку от центра сельского поселения — села Тинди и в 14 км к юго-востоку от районного центра — села Агвали.

## Население
| 1869 | 1888 | 1895 | 1926 | 1939 | 1970 | 1989 |
| ---- | ---- | ---- | ---- | ---- | ---- | ---- |
| 146  | ↗189 | ↗190 | ↗261 | ↗274 | ↘78  | ↘25  |
| 2002 | 2003 | 2004 | 2007 | 2010 | 2021 |      |
| ↘7   | →7   | ↗9   | ↘6   | ↘5   | ↗63  |      |

Село с древних времен входит в Тиндинскую общину населяющую тиндинцами.  По данным Всероссийской переписи населения 2010 года в селе проживало всего 5 человек.